# Kopt kereszt

A kopt ortodox egyház által használt kopt kereszt; a kopt betűk (Ⲓⲏ̅ⲥ̅ Ⲡⲭ̅ⲥ̅ Ⲡ̀ϣⲏⲣⲓ ⲙ̀ⲪϮ) a „Ⲓⲏⲥⲟⲩⲥ Ⲡⲓⲭ̀ⲣⲓⲥⲧⲟⲥ Ⲡ̀ϣⲏⲣⲓ ⲙ̀Ⲫ̀ⲛⲟⲩϯ” (Iêsous Piekhristos Epshêri Emefnouti; Jézus Krisztus, Isten Fia) nomina sacra rövidítése

A kopt kereszt a kopt keresztényekhez valamilyen módon kapcsolódó számos keresztváltozat egyike.

## Jellemző formája
A kopt egyházban használt kopt kereszt tipikus formája két egyenlő hosszúságú, vastag vonalból áll, amelyek középen derékszögben metszik egymást. Mindkét vonal három pontban végződik, amelyek az Atya, a Fiú és a Szentlélek szentháromságát jelképezik. A keresztnek összesen 12 pontja van, amelyek az apostolokat jelképezik, akiknek az volt a küldetésük, hogy az evangélium üzenetét az egész világon terjesszék.
A keresztet széles körben használják a kopt egyházban, valamint az etióp és eritreai ortodox egyházakban, ezért a keresztnek ezt a formáját „etióp keresztnek” vagy „akszumi keresztnek” is nevezhetjük. Bertran de la Farge a jelkép keletkezését a 4. századra teszi, és az okcitán kereszt elődjeként említi.

### Története és változatai
A kopt kereszt korai formái gyakran tartalmaznak egy kört, mint például Rudolf Koch A jelek könyve (1933) című művében „kopt keresztnek” nevezett formában. Néha a kereszt karjai átnyúlnak a körön (négy részre osztva azt), mint a „kelta kereszt” esetében.

Az eredeti kopt kereszt, amelyet a korai gnosztikus keresztények használtak Egyiptomban

1984-ben a kopt ortodox egyház adományként megkapta a kopt kereszt egy modern változatát, amely három, három dimenzióban derékszögben metsző rúdból áll, az Afrikai Egyházak Konferenciája épületének tetejére szerelték fel, mivel a kopt ortodox egyházat tekintik az anyaszentegyháznak Afrikában.

## A popkultúrában
Sok kopt tetováltatja a keresztet hitének jeleként a jobb karja belső részére, a csuklójánál.
A kopt kereszt egyik formáját, amelyet etióp kopt keresztként emlegetnek, Stevie Ray Vaughan viselte. Keith Richards szintén etióp kopt keresztet visel.

## Képek

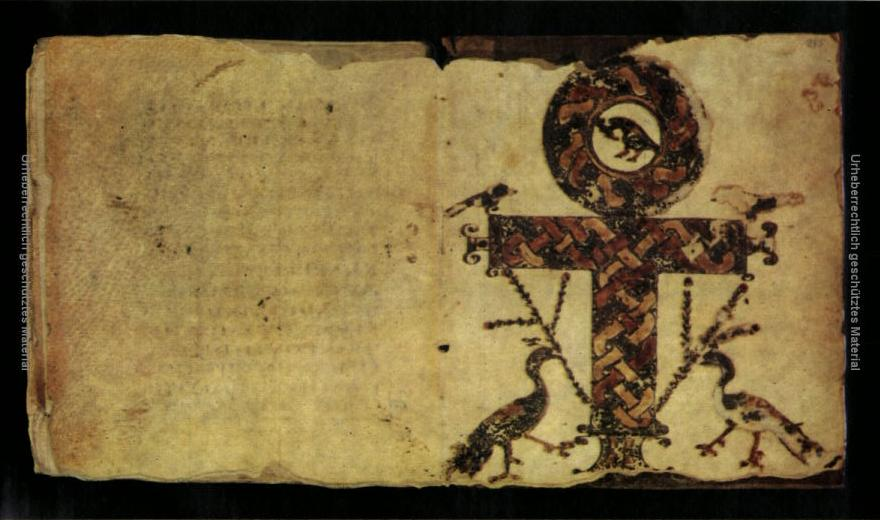
A kopt kereszt korai formája a 4-5. század végén készült kopt Glazier-kódexben.
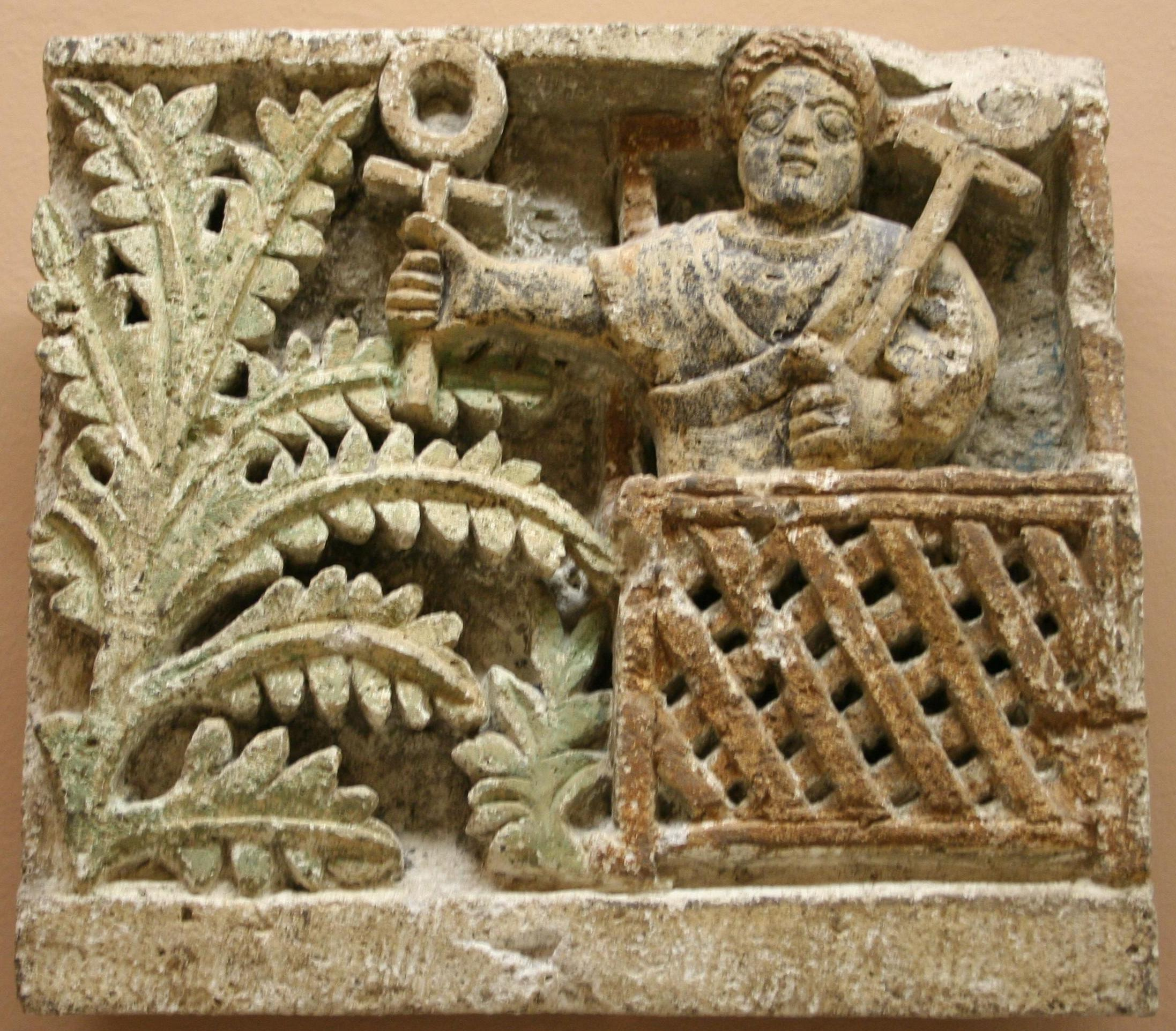
5. századi liturgikus kopt relief a crux ansata-val.
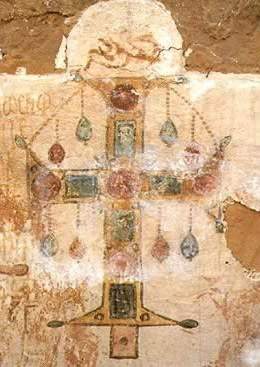
Ékszerekkel díszített keresztet ábrázoló falfestmény (Kellia, Egyiptom, 6. század vége).
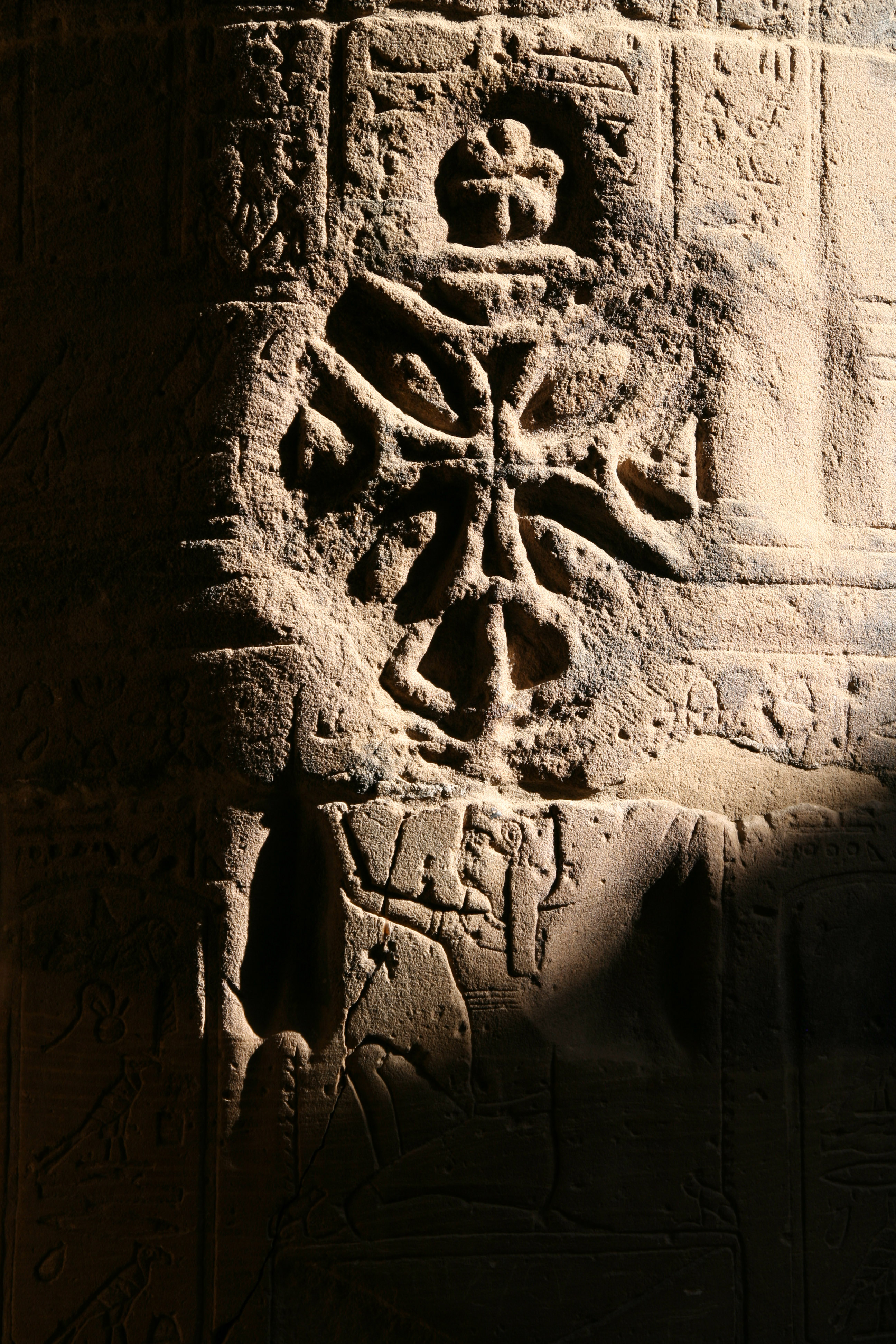
Kopt kereszt az ókori egyiptomi Philai templomból.
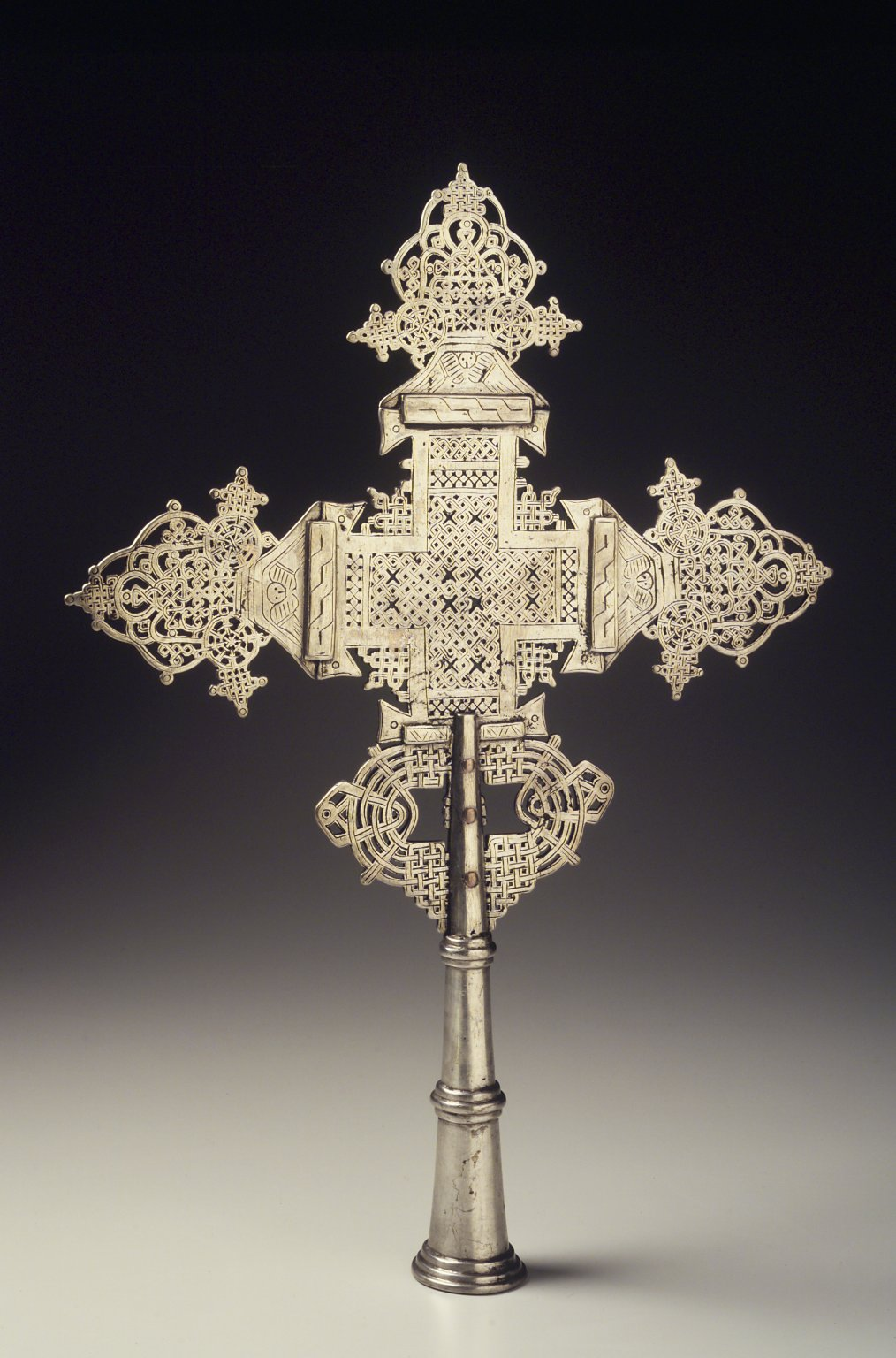
Etióp ortodox körmeneti kereszt az Amhara tartományból (20. század közepe).
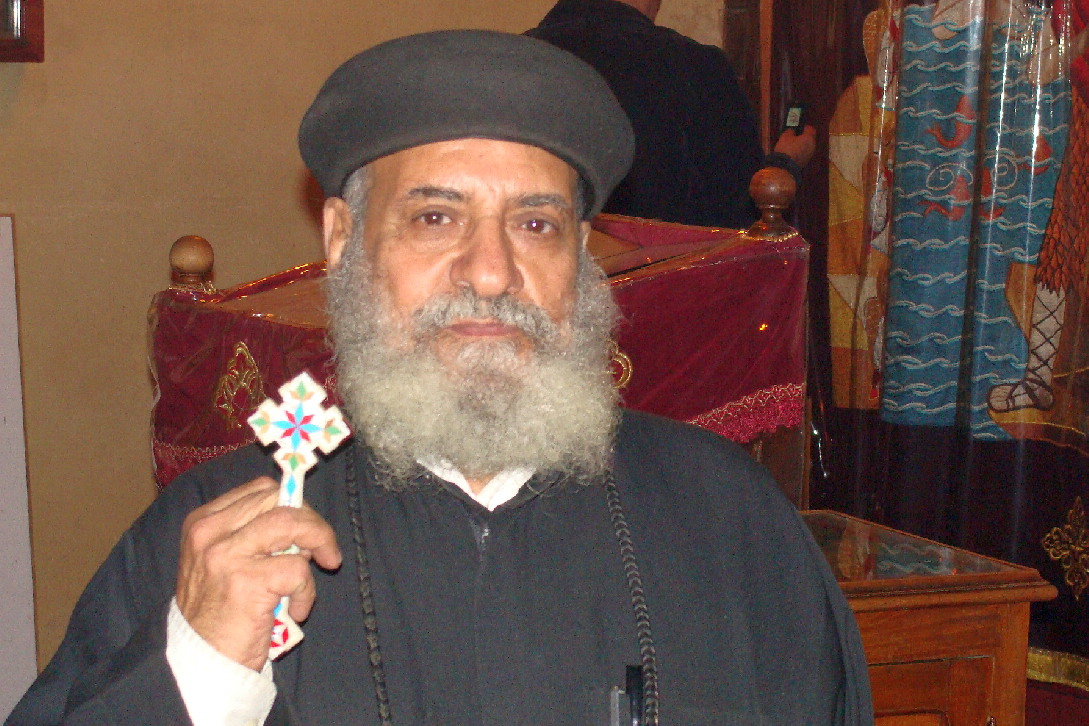
Kopt pap egy áldó keresztet tartva (Kairó, 2010).

## Fordítás
Ez a szócikk részben vagy egészben  a   Coptic cross című angol Wikipédia-szócikk ezen változatának fordításán alapul.  Az eredeti cikk szerkesztőit annak laptörténete sorolja fel. Ez a jelzés csupán a megfogalmazás eredetét és a szerzői jogokat jelzi, nem szolgál a cikkben szereplő információk forrásmegjelöléseként.